# Paya
Paya (Pech).- indijanski narod, njihov jezik i izolirana jezična obitelj iz sjeveroistočnog Hondurasa s gornjih tokova rijeke Patuca. U ranija vremena Paye su nastanjivali obalu od Trujilla pa do Cape Graciasa, uključujući i Bay Islands s Roatánom, gdje ih 1502 i 1505. na svom 4. putovanju nalazi Kristofor Kolumbo.
Godine 1516. Diego Velasquez, šalje dva broda na Roatan da sakupi Paya Indijance kao robove.  Prvi brod s 300 roatanskioh Paya zajedri prema Kubi. Indijanci se pak oslobodiše blizu Havana Harboura, preuzimaju brod i vrate se kući, te pobiju i protjeraju preostale Španjolce. Uskoro dolazi drugi španjolski brod s mnogo vojnika, koji su pobili preko 500 Paya, a ostali su ostali zarobljeni na vlastitom otoku, i natjerani da rade za španjolske farme. 
Dabas (2006) ima 600 Paya u Hondurasu, poglavito u Dulce Nombre de Culmí (departman Olancho) i Santa María del Carbónu, gdje im je jezik gotovo nestao. 

## Vanjske poveznice
- The Pech (Paya) Indigenous People of Honduras  Arhivirana inačica izvorne stranice od 22. kolovoza 2006. (Wayback Machine)